# Morbiditätsrisiko
In der Epidemiologie bezeichnet das Morbiditätsrisiko die statistische Wahrscheinlichkeit eines Individuums in einer definierten Population, im Lauf seines Lebens an einer bestimmten Krankheit zu erkranken, sofern es ein bestimmtes Alter erreicht. Als theoretisches Maß gibt es darüber Auskunft, welcher Anteil der Bevölkerung bis zu einem bestimmten Alter an einer bestimmten Krankheit erkrankt ist, wenn es nicht zu Todesfällen durch andere Erkrankungen etc. gekommen ist. Morbidität ist ein epidemiologisches Maß, welches die Krankheitshäufigkeit bezogen auf eine bestimmte Bevölkerungsgruppe angibt.
Im Medizinrecht beschreibt das Morbiditätsrisiko das (unvorteilhafte) Änderungsrisiko der Morbidität, das heißt das Risiko des erhöhten Auftretens von Krankheiten und des damit verbundenen zusätzlichen Behandlungbedarfs und insbesondere sämtlicher innerhalb der gesetzlichen Krankenversicherung zu behandelnden Krankheiten unter Berücksichtigung der Altersstruktur der Versicherten. Sie gilt als wichtiger Veränderungsfaktor für die Menge der vertragsärztlichen Leistungen. Das Morbiditätsrisiko, welches das finanzielle Risiko im Falle gestiegener Krankheitshäufigkeit wie etwa einer Grippeepidemie bezeichnet, ging in Deutschland nach dem GKV-Wettbewerbsstärkungsgesetz (GKV-WSG) mit Wirkung zum 1. Januar 2009 von den Ärzten auf die Krankenkassen über.